# Усман Камара (футболіст, 1998)
Усман Камара (фр. Ousmane Camara, нар. 28 грудня 1998, Конакрі) — гвінейський футболіст, який грає на позиції вінгера за клубу «Динамо» (Тбілісі).

## Клубна кар'єра
У 2017 році Камара приєднався до шведського клубу «Ескільстуна Сіті». Наступного року він перейшов до клубу «АФК Ескільстуна» з Супереттан: він дебютував у своїй команді 31 березня 2018 року, зігравши проти «Браге» (0:0). 15 квітня він забив свій перший гол у переможному матчі проти «ІФК Вернаму» (4:0). Він зробив внесок у виходу команди до Allsvenskan наприкінці того ж сезону через плей-оф.
Наступного сезону він дебютував у вищому дивізіоні 31 березня 2019 року, замінивши Семюела Ннамані проти «Гетеборга» (3:1). 13 липня він забив свій перший гол в еліті у грі з «Кальмаром» (3:1).
16 серпня 2019 року було оголошено про перехід Камари у норвезьку «Волеренгу». Гравець підписав контракт до 31 грудня 2022 року. Трансфер було затверджено 31 серпня після завершення останніх бюрократичних формальностей. 1 вересня він зіграв свій перший матч в Елітесеріен, замінивши Арона Деннума в домашній грі проти «Русенборга» (1:1).
27 січня 2021 року на правах оренди перейшов до грузинської «Діли» (Горі). 28 лютого він дебютував за нову команду, замінивши Іраклі Бугрідзе в переможному матчі проти «Шукури» (1:0). 14 березня він забив свій перший гол у матчі проти «Самгуралі» (2:1). 8 липня 2021 року він провів свій перший матч у єврокубках, вийшовши на поле у стартовому складі у виїзному матчі проти «Жиліни» у кваліфікації Ліги конференцій.
12 січня 2022 року «Діла» підписала гвінейця на постійній основі, а вже 13 січня стало відомо що гравець проданий у тбіліське «Динамо». Усман дебютував у новому клубі 25 лютого у грі з «Торпедо» з Кутаїсі (4:0), забивши гол.

## Виступи за збірну
Виступав за юнацьку збірну Гвінеї до 17 років.

## Титули і досягнення
- Чемпіон Грузії (1):

Динамо (Тбілісі): 2022
- Володар Суперкубка Грузії (1):

Динамо (Тбілісі): 2023
- Володар Кубка казахської ліги (1):

Астана: 2024

## Примітка
1. ↑  Talangen från Guinea ett hett namn för AFC (швед.). ekuriren.se.
2. ↑  AFC Eskilstuna vs. Brage. soccerway.com.
3. ↑  AFC Eskilstuna vs. Värnamo. soccerway.com.
4. ↑  AFC Eskilstuna vs. IFK Göteborg. soccerway.com.
5. ↑  AFC Eskilstuna vs. Kalmar. soccerway.com.
6. ↑  NY SPILLER KLAR FOR VÅLERENGA! (норв.). vif-fotball.no.
7. ↑  CAMARA SPILLEKLAR (норв.). vif-fotball.no.
8. ↑  Vålerenga 1 - 1 Rosenborg (норв.). altomfotball.no.
9. ↑  CAMARA KLAR FOR FC DILA GORI (норв.). vif-fotball.no.
10. ↑  Dila vs. Shukura. soccerway.com.
11. ↑  Samgurali vs. Dila. soccerway.com.
12. ↑  MŠK Žilina vs. Dila. soccerway.com.
13. ↑  CAMARA SOLGT TIL GEORGISK FOTBALL (норв.). vif-fotball.no.
14. ↑  უსმანე კამარა დინამოში ითამაშებს (georgiano) . fcdinamo.ge.
15. ↑  Dinamo Tbilisi vs. Torpedo Kutaisi. soccerway.com.